# François-André-Xavier de Gaffory
François-André-Xavier de Gaffory est un prélat français, évêque d'Ajaccio de 1872 à 1877.

## Biographie
Élève au petit séminaire d'Aix à partir de 1823, puis au grand séminaire de la même ville, il s'y voit confier la chaire de philosophie avant même que d'être ordonné le 24 juin 1836. Rentré en Corse, il occupe alors les chaires de philosophie et théologie du grand séminaire. Supérieur du petit séminaire d'Ajaccio à compter de 1842, vicaire générale de Cuttoli, il est préconisé évêque d'Ajaccio le 27 février 1872. Confirmé le 6 mai suivant, il est sacré évêque le 6 octobre à Paris en la chapelle Saint-Vincent-de-Paul par le cardinal Guibert. Il préside cinq années aux destinées de l'église corse, au terme d'une carrière exclusivement insulaire.

## Armes
D'azur au phénix sur son immortalité, au soleil au point d'honneur du chef, le tout d'argent.